# Una notte con vostro onore
Una notte con vostro onore è un film del 1981 diretto da Ronald Neame, interpretato da Walter Matthau e Jill Clayburgh (la quale fu candidata al Golden Globe come migliore attrice), tratto dalla commedia teatrale di Jerome Lawrence e Robert Edwin Lee.

## Distribuzione
L'uscita del film era prevista per il febbraio del 1982, ma la nomina di Sandra Day O'Connor come primo giudice donna della Corte Suprema degli Stati Uniti da parte del presidente Ronald Reagan, impose l'anticipazione dell'uscita del film un mese dopo la nomina presidenziale (il 7 luglio 1981).